# Àhmad ibn Muhàmmad ibn Burd al-Àsghar
Àhmad ibn Muhàmmad ibn Burd al-Àsghar (Còrdova 1005- Almeria 1054) fou un poeta andalusí del segle xi. Va treballar a Dénia a la cancelleria de Mujàhid, però el 1035 tornava a ser a Còrdova. Fou un poeta i escriptor prolífic.